# Evyanidae
De Evyanidae zijn een familie van uitgestorven tweekleppigen uit de orde Colpomyida.